# Офросимов, Павел Александрович
Па́вел Алекса́ндрович Офро́симов (14 декабря 1872, Тула — 24 февраля 1946, Сент-Женевьев-де-Буа) — русский генерал, герой Первой мировой войны.

## Биография
Православный. Из потомственных дворян.
Окончил Пажеский корпус (1893), выпущен корнетом в лейб-гвардии Гусарский Его Величества полк. В течение трех лет командовал эскадроном полка.
Чины: поручик (1897), штабс-ротмистр (1901), ротмистр (1905), полковник (1907), генерал-майор (1915).
9 октября 1912 года был назначен командиром 17-го драгунского Нижегородского полка, с которым вступил в Первую мировую войну. Затем командовал лейб-гвардии Уланским Его Величества полком (1915—1916) и бригадой 3-й гвардейской кавалерийской дивизии. Был награждён Георгиевским оружием (1915).
Участвовал в Белом движении в составе Добровольческой армии и ВСЮР. Во Втором Кубанском походе Добровольческой армии командовал бригадой 1-й конной дивизии. В ноябре 1918 года временно исполнял обязанности начальника штаба дивизии Шкуро. С 1 апреля 1919 года состоял в резерве чинов при штабе Главнокомандующего ВСЮР, с 22 июля — при штабе войск Терско-Дагестанского и Астраханского краев. Затем служил штаб-офицером для поручений при штабе войск Терско-Дагестанского и Астраханского краев.
После поражения Белых армий эмигрировал во Францию. С 1928 года был пансионером Русского дома Сент-Женевьев-де-Буа.
Скончался в 1946 году. Похоронен на кладбище Сент-Женевьев-де-Буа.

## Семья
Женат на Марии Николаевне Араповой (04.10.1878-23.01.1947) — внучке генерал-адъютанта Петра Петровича Ланского и Натальи Николаевны (урожд. Гончаровой, вдовы Пушкина).

## Награды
- Орден Святой Анны 3-й ст. (1908);
- Орден Святого Станислава 2-й ст. (1911);
- Орден Святого Владимира 3-й ст. с мечами (1915);
- Георгиевское оружие (ВП 22.08.1915);
- Орден Святого Станислава 1-й ст. с мечами (1916).